# Нилски коњ
Нилски коњ (Hippopotamus amphibius), од грчке речи ‘ιπποπόταμος (хипопотамос, хипос значи „коњ“ и потамос значи „река"), је велики, углавном биљоједни афрички сисар. Један је од две постојеће (недавно три или четири изумрле) врсте из породице Hippopotamidae. У ову породицу спада и пигмејски (патуљасти) нилски коњ (Choeropsis liberiensi).
Иако се број нилских коња процењује на од 125.000 до 148.000 јединки, њима и даље прети опасност од лова и губитка природног станишта.

## Таксономија и порекло

### Класификација
Хипопотамус је типски род породице Hippopotamidae. Патуљасти нилски коњ не припада истом роду ове породице ком припада нилски коњ, већ било Choeropsis или Hexaprotodon. Hippopotamidae се понекад називају и хипопотамидима. Понекад се користи подпородица Hippopotaminae. Даље, неки таксономи групишу хипопотамусе и антракотере у надпородицу Anthracotheroidea.‍:39 Hippopotamidae су класификовани заједно са другим парнопрстим копитарима из реда Artiodactyla. Остали артиодактили обухватају камиле, говеда, јелене и свиње, мада нилски коњи нису блиско сродни са тим групама.
Описано је пет подврста нилских коња на основу морфолошких разлика у њиховим лобањима и географских разлика:‍:3
- Велики северни нилски коњ или нилски нилски коњ, H. a. amphibius - (номинална подврста) чије станиште се протезало од Египта, где су сада изумрли, јужно уз реку Нил, до Танзаније и Мозамбика
- Источноафрички нилски коњ H. a. kiboko - у Кенији у региону Великих афричких језера и у Сомалији на Афричком рогу. Они имају шире ноздрве и шупље интерорбиталне регије
- Кејпски нилски коњ или јужноафрички нилски коњ, H. a. capensis - од Замбије до Јужне Африке. Они имају најспљоштенију лобања међу подврстама.
- Западноафрички нилски коњ или чадски нилски коњ, H. a. tschadensis - широм западне Африке до, као што име сугерише, Чада. Они имају нешто краће и шире лице, са истакнутим орбитама.
- Анголски нилски коњ H. a. constrictus - у Анголи, јужној Демократској републици Конго и Намибији. Они су познати по свом дубљем преорбиталном сужењу

Предложене подврсте никад нису биле широко кориштене или потврђене од стране теренских биолога; описане морфолошке разлике биле су довољно мале да су могле произаћи из једноставне варијације нерепрезентативних узорака.‍:2 Генетичким анализама тестирано је постојање три од ових претпостављених подврста. Студија која је проучавала митохондријалну ДНК из биопсија коже узетих са 13 локација узорковања, размотрила је генетску разноликост и структуру међу популацијама нилских коња широм континента. Аутори су утврдили малу, али значајну, генетску диференцијацију између H. a. amphibius, H. a. capensis, и H. a. kiboko. Ни H. a. tschadensis, нити H. a. constrictus, нису тестирани.

## Особине
Нилски коњи су друштвене животиње и живе у групама до 40 јединки. Животни век је обично од 40 до 50 година. Женка нилског коња, Дона, је досада најстарији нилски коњ који живи у заточеништву - има 56 година и живи у једном зоолошком врту у Индијани.
Женке стичу полну зрелост са 5-6 година и бременитост траје осам месеци.
Нилски коњи су дугачки од 3,5-4,5 метара, 1,45 метара високи до рамена. Приближно су исте величине као бели носорози. Просечна тежина одраслог мужјака нилског коња је око 1.500 kg, а женке 1.300 kg, али мужјаци који су тежи од просека достижу тежину од 2.000 kg, а забележене су и јединке тешке 2.660 kg и 3.200 kg. Мужјаци расту током целог живота, док женке достижу максималну тежину са 25 година. Кожа нилског коња је дебела 4 cm и чини 25% укупне тежине (једна тона). Иако су гломазни и тешки, нилски коњи на копну могу да трче брже од човека, брзином од 30 до чак 50 km/h, али само на кратким деоницама (до неколико стотина метара).
Њихово тешко, ваљкасто тело, почива на снажним ногама. Глава им је огромна са маленим очима. Уши су им такође мале, а протресају их сваки пут када израњају. Доњи очњаци нилског коња су се претворили у снажне кљове које могу да досегну дужину од 60 cm и тежину од 2,5 kg. Тело није прекривено длаком (осим на репу и њушци).
Њихове очи, уши и ноздрве се налазе на самом врху лобање. Кожа нилског коња се брзо суши на жарком афричком сунцу и због тога они дан проводе лежећи у блату и води која им служи као терморегулатор, као и за освежење и заштиту од тропског сунца. Они немају знојне жлезде као остали сисари. Уместо њих, кроз поре на кожи излази лепљива ружичаста течност, која се суши и ствара скраму по телу. Ово га штити од сунчаних опекотина. Постоје два различита пигмента у овом секрету, црвени и наранџасти. Ова два пигмента имају високо киселински састав. Познати су као хипосудорична (црвени) и норхипосудорична (наранџасти) киселина. Црвени пигмент спречава раст и развој бактерија које изазивају обољења и има антибиотичко дејство.
Као што име само говори, стари Грци су сматрали да је нилски коњ у сродству са коњима. До 1985. године, научници су груписали нилске коње са свињама, на основу узорака њихових кутњака. Према недавним сазнањима добијених на основу проучавања фосила, доказано је да су нилски коњи у најближем сродству са китовима и плискавицама. Штавише, нилски коњи имају више заједничких одлика са китовима него са свињама, док се њихов род раздвојио веома брзо након разилажења од осталих папкара.

## Распрострањеност
Пре последњег леденог доба, нилски коњи су широко живели у северној Африци и Европи. Чак су пронађени и остаци костију нилског коња на Малти и датирају из периода од пре 170.000 година. Данас, нилски коњи се могу наћи у рекама и језерима Уганде, Суданa, Кеније, на северу ДР Конго и Етиопије, на западу Гамбије и у јужној Африци (Боцвана, Зимбабве, Јужноафричка Република...).

## Понашање
Нилски коњи напуштају воду у сумрак и путују у унутрашњост, понекад и 8 km, да би пасли кратку траву, њихов основни извор исхране. Проведу 4-5 сати хранећи се и поједу око 68 kg траве сваке ноћи.
Одрасли нилски коњи нису баш веселе и живахне животиње. У води се крећу споро (8 km/h), одскачући од дна. Млађи нилски коњи су живахнији и више се крећу пливајући, одгурујући се задњим ногама.
На територији једног мужјака живи 10 до 15 женки и младунаца, а то подручје је дугачко 8 km. Паре се крајем сушног периода, тако да се младунци рађају у најбољем периоду у години (у октобру или априлу). Нилски коњи су једни од веома мало врста сисара, поред китова и морских крава (манати), који се порађају под водом. Бебе нилског коња се рађају под водом и теже од 25 до 45 kg. Морају да допливају до површине воде да би удахнули ваздух по први пут. Обично се одмарају на леђима мајки када су у дубокој води. Морају да зароне да би сисали.
Одрасли нилски коњи изроне да би узели ваздух отприлике на сваких 3-5 минута. Млади то раде чешће, на сваких 2-3 минута. Они то раде аутоматски, чак и када спавају - изрониће да би дисали, без буђења. Регистровани су случајеви када су нилски коњи остали и по 30 минута под водом. Када зарања, нилски коњ затвара своје ноздрве.
Одрасли нилски коњи су непријатељски расположени према крокодилима, јер често деле свој животни простор. То је још интензивније када су млади нилски коњи у близини. У понашању према људима често су агресивни. Тврди се да су нилски коњи, као животиње, највише одговорни за смрт људи у Африци. Понекад се понашају и „месождерски“. На једном снимку из 1995. године, приказани су нилски коњи како убијају и једу друге животиње, обично када стада биљоједа прелазе реку.
Нилски коњи имају важну улогу у екологији река. Ходањем по речном дну подижу муљ, који односи речни ток, чистећи корито. Када обележавају своју територију на којој живе када су на копну, нилски коњи репом распршују своју балегу, а и тиме омогућавају брже кружење материје у природи. Њихов измет је богат хранљивим састојцима и рибама служи као храна.

## Нилски коњи и људи
Најранији докази који осликавају међусобне утицаје људи и нилских коња потичу са резбарија и слика оцртаних на камену планина централне Сахаре. Један од таквих цртежа који датира од пре 4000—5000 година, из Тасили висоравни, из југоисточног Алжира, представља лов на нилске коње. Нилски коњи су такође добро били познати и фараонима који су их препознавали као дивље и опасне становнике Нила. Богиња са главом нилског коња, Таварет, била је заштитница трудноће и порођаја у египатској митологији, због тога што су стари Египћани распознавали заштитничку природу мајке нилског коња према свом младунчету.
Нилски коњи су познати историчарима још од Старог века. Грчки историчар Херодот је описао нилске коње у својој књизи „Историја“ написаној око 400. године пре нове ере, док је римски историчар Плиније Старији писао о њима у својој енциклопедији "Naturalis Historia" око 77 године нове ере.

### Нилски коњи у зоолошким вртовима
Нилски коњи су одавно били популарни становници зоолошких вртова. Први нилски коњ у модерној историји је био Обајш, који је стигао у Лондонски зоолошки врт 25. маја 1850. године. Име је добио по острву у Белом Нилу са кога је пребачен. Својом присутношћу је привукао пажњу чак 10.000 људи дневно. По њему је инспирисана популарна песма, полка нилском коњу. Угинуо је 11. марта 1878. године.
Генерално, нилски коњи се успешно размножавају у зоо-вртовима. Најпознатији је Толедо хипокваријум у Охају који располаже са базеном запремине 1620 литара намењеним нилским коњима. Од 1987. године, научници су по први пут могли да забележе и сниме порођај испод воде у овом зоо-врту. Нилски коњи су толико били популарни, да је њихов лик постао лого Толедо зоо-врта.